# Неа (приток Ныдыба)
Неа — река в России, течёт по территории Койгородского района Республики Коми. Устье реки находится в 44 км по правому берегу реки Ныдыб на высоте 151 м над уровнем моря. Длина реки составляет 30 км.
В 8 км от устья, по левому берегу реки впадает река Копердан.

## Данные водного реестра
По данным государственного водного реестра России относится к Двинско-Печорскому бассейновому округу, водохозяйственный участок реки — Вычегда от истока до города Сыктывкар, речной подбассейн реки — Вычегда. Речной бассейн реки — Северная Двина.
Код объекта в государственном водном реестре — 03020200112103000018655.